# Izland tavainak listája
Izlandon nagyjából 67 tó található. Néhány ezek közül a csapadékosabb időszakokban jelentős méretűre duzzadhat. Az itt felsorolt tavak közt víztározók is találhatóak. 

## Izland tavai
Az adatok közül az első adat az adott tó felszíni területét jelöli, egyes tavaknál feltüntetve a megáradt tó felszíni területét, illetve a második adat az adott tó legmélyebb pontját jelöli. Az Izlandon fellelhető tavak a következők:

### 10 négyzetkilométernél nagyobb tavak
- Þórisvatn, 83–88 km², 109 m
- Þingvallavatn, 84 km², 114 m
- Blöndulón, 57 km², 39 m
- Lagarfljót (Lögurinn) 53 km², 112 m
- Mývatn 37 km², 4.5 m
- Hóp 29–44 km² (áradástól függően), 8.5 m
- Hvítárvatn 30 km², 84 m
- Langisjór, 26 km², 75 m
- Kvíslavatn,  20 km²
- Sultartangalón, 19 km²
- Jökulsárlón, 18 km², 248 m[1] (Izland legmélyebb tava)
- Grænalón, 18 km²
- Skorradalsvatn, 15 km², 48 m
- Sigöldulón, 14 km² ("Krókslón" néven is ismert)
- Apavatn, 13–14 km²
- Svínavatn, 12 km², 39 m
- Öskjuvatn, 11 km², 220 m
- Vesturhópsvatn, 10 km², 28 m
- Höfðavatn, 10 km², 6 m
- Grímsvötn
- Hestvatn

### 10 négyzetkilométernél kisebb tavak
- Litlisjór, 9.2 km², 17 m
- Kleifarvatn, 9.0 km², >90 m
- Breiðárlón, 8 km² ?
- Reyðarvatn, 8.3 km²
- Hítarvatn, 7.6 km², 24 m
- Miklavatn, 6.6 km², 23 m
- Sigríðarstaðavatn, 6.2 km²
- Laxárvatn, 6.0 km²
- Íshólsvatn, 5.2 km², 39 m
- Úlfljótsvatn, 60 m
- Langavatn, 5.1 km², 36 m
- Ánavatn, 4.9 km², 24 m
- Hlíðarvatn, 4.4 km², 21 m
- Arnarvatn hið stóra, 4.3 km²
- Þríhyrningsvatn, 4.3 km², 33 m
- Hvalvatn, 4.1 km², 160–180 m
- Másvatn, 4.0 km², 17 m
- Fjallsárlón, 4.0 km² ?
- Skjálftavatn, 4.0 km², 2.5 m
- Stífluvatn, 3.9 km², 23 m
- Fljótavatn, 3.9 km²
- Úlfsvatn, 3.9 km²
- Kálfborgarárvatn, 3.5 km²
- Langavatn, 3.5 km²
- Hraunhafnarvatn, 3.4 km², 3 m
- Haukadalsvatn, 3.3 km², 41 m
- Grænavatn, 3.3 km², 14 m
- Eskihlíðarvatn, 3.3 km², 5 m
- Ljósavatn, 3.2 km², 35 m
- Sandvatn, 3.0 km², 4 m
- Ölvesvatn, 2.8 km²
- Kýlingavötn (Kýlingar), 2.5-3.0 km²
- Sandvatn, 2.6 km²
- Kvíslavatn nyrðra, 2.6 km²
- Hraunsfjarðarvatn, 2.5 km², 80 m
- Stóra-Viðarvatn, 2.5 km², 20 m
- Oddastaðavatn, 2.5 km², 18 m
- Frostastaðavatn, 2.3 km², >6 m
- Laugarvatn, 2.1 km²
- Meðalfellsvatn, 2.0 km², 19 m
- Elliðavatn, 1.8 km², 7 m
- Hreðavatn, 1.1 km², 20 m
- Skyggnisvatn
- Hvítavatn
- Tjörnin

## Fordítás
Ez a szócikk részben vagy egészben  a   List of lakes in Iceland című angol Wikipédia-szócikk ezen változatának fordításán alapul.  Az eredeti cikk szerkesztőit annak laptörténete sorolja fel. Ez a jelzés csupán a megfogalmazás eredetét és a szerzői jogokat jelzi, nem szolgál a cikkben szereplő információk forrásmegjelöléseként.